# FARA 83
FARA 83 (špa. Fusíl Automático República Argentina; hrv. automatska puška Republike Argentine) ili FAA 81 (špa. Fusil Automático Argentino; hrv. argentinska automatska puška) je jurišna puška koja je dizajnirana i proizvedena tokom 1980-ih za potrebe argentinske vojske.

## Razvoj
Početkom 1980-ih je započeo projekt razvoja puške Fara 83. Argentinska vladina agencija za vojnu proizvodnju (špa. Direccion General de Fabricaciones Militares) naredila je da se postojeće automatske puške FMAP FSL zamijene novima. FMAP FSL je predstavljao licencnu kopiju belgijske puške FN FAL koja se proizvodila u Argentini. 
Prvi prototip FARE je izrađen 1981. ali proizvodnja je započela tek 1984. i trajala do 1990.

## Detalji dizajna
FARA-83 je uglavnom temeljena na izraelskom IMI Galilu. Među značajke ove puške ubrajaju se sklopivi kundak, optika za uvjete slabog osvjetljenja i regulator za automatsku i poluautomatsku paljbu, dok su raniji modeli koristili od talijanske jurišne puške Beretta AR 70/90 s 30 metaka.

## Proizvodnja
Do kraja 1980-ih, za vrijeme mandata predsjednika Carlosa Menema, Argentina je prolazila kroz ekonomsku krizu. Također, kao posljedica Falklandskog rata, Velika Britanija je stavila embargo na izvoz vojnog naoružanja u tu zemlju te joj je onemogućena proizvodnja modernog oružja. Zbog ta dva čimbenika predsjednik Menem je bio prisiljen otkazati nekoliko vojnih projekata, uključujući projekte vezane uz Condor projektile te jurišnoe avione SAIA 90 i automatske puške FARA 83. Uz to, zemlja je bila prisiljena i zatvoriti neke tvornice oružja, uključujući i tvrtku TAMSE (špa. Tanque Argentino Mediano Sociedad del Estado) i brodogradilište Domecq Garcia (jedino brodogradilište podmornica u Argentini).
Nakon što je proizvedeno 1.193 primjeraka ove puške, proizvodnja FARE 83 je prekinuta. Međutim, proizvodnja je nakratko pokrenuta 1990. ali je nepoznat broj pušaka koji je tada proizveden.
Vojnici argentinskih kopnenih snaga su i dalje naoružani s puškom FSL-FAL, dok se FARA-83 koristi kao sekundarna automatska puška.

## Korisnici
- Argentina
- Venezuela

## Vanjske poveznice
- FARA 83
- World.guns.ru
- Instructoritb.com.ar